# Чиликский район
Чиликский район — административная единица в Алма-Атинском округе, Казакской АССР и Алма-Атинской области, существовавшая в 1928—1997 годах.

## История
Чиликский район был образован в 1928 году в составе Алма-Атинского округа Казакской АССР на территории упразднённых Джанышерской и Чиликской волостей Алма-Атинского уезда Джетысуйской губернии.
17 декабря 1930 года в связи с ликвидацией округов Чиликский район перешёл в прямое подчинение Казакской АССР.
20 февраля 1932 года Чиликский район был отнесён к Алма-Атинской области. В его состав на тот момент входили Азатский, Александровский, Анатольевский, Ассинский, Байсеитский, Джаны-Шарский, Евгене-Маловодненский, Кара-Жотинский, Кара-Турукский, Кзыл-Жидинский, Кайнукский, Киикпайский, Куликовский, Купластовский, Курамский, Лаварский, Малыбайский, Масакский, Наримановский, Ой-Джайляуский, Октябрьский, Садырский, Ташкенбайсазкий, Уйгур-1, Уйгур-2 и Чиликский с/с.
В том же году из Энбекши-Казахского района в Чиликский были переданы с/с № 11 (при этом переименован в Сугурский с/с), с/с № 12 (включен в состав Малыбайского с/с), с/с № 14 (переименован в Гигантский с/с), с/с № 13 (переименован в Жуан-Тобинский с/с). Из Чиликского района в Энбекши-Казахский были переданы Александровский, Анатольевский, Евгене-Маловодненский и Купластовский с/с. Были упразднены Кайнукский, Куликовский, Лаварский, Ой-Джайляуский и Уйгур-1 с/с.
В 1933 году из Чиликского района в Энбекши-Казахский были переданы Азатский, Джана-Шарский, Садырский, Уйгур-2, Наримановский и Ташкенбайсазский с/с. Октябрьский с/с был передан в административное подчинение городу Алма-Ата. Из Энбекши-Казахского района в состав Чиликского были переданы Анатольевский, Жана-Турмышский и Тескенсуйский с/с.
В 1926-1938 гг. в Казахстане существовали как и в РСФСР, Украинской ССР, Белорусской ССР и т.д. ряд национальных районов (на правах автономий), в т.ч. 10 русских, 2 украинских (Атбасарский и Сталинский/Зерендинский в Акмолинской области), 1 узбекский (Сайрамский национальный район ЮКО), и 2 уйгурских национальных района (Уйгурский и Чиликский).
(Например, на 1930 год в Украинской ССР было 26 национальных районов и 1121 национальный сельсовет. На территории РСФСР к 1 декабря 1933 года было 117 национальных районов (в том числе 50 украинских) и более 3 тыс. сельсоветов. 17 декабря 1937 года Политбюро ЦК ВКП(б) утвердило постановление «О ликвидации национальных районов и сельсоветов», в котором говорилось, что существование национальных районов и сельсоветов «не оправдывается национальным составом их населения», кроме того, специальная проверка выяснила, что «многие из этих районов были созданы врагами народа с вредительскими целями». Поэтому ЦК ВКП(б) признало «нецелесообразным дальнейшее существование как особых национальных районов, так и сельсоветов» и обязывало «ЦК КП(б)Украины, Дальневосточный, Алтайский, и Краснодарский крайкомы, ЦК КП(б)Казахстана, Крымский, Оренбургский, Ленинградский, Архангельский обкомы, на территории которых находятся национальные районы и сельсоветы, к 1 января 1938 г. представить в ЦК ВКП(б) предложения о ликвидации этих районов путём реорганизации в обычные районы и сельсоветы». Уже 16 февраля 1938 года Политбюро ЦК КП(б)У приняло решение о ликвидации всех национальных районов и национальных сельсоветов на территории Украинской ССР путём их реорганизации в обычные районы и сельсоветы.)
В 1947 году был упразднён Жуан-Тюбинский с/с.
В 1954 году были упразднены Анатольевский, Ассинский, Жана-Турмышский, Кзыл-Жиденский, Киикпайский и Сугурский с/с. В районе осталось 9 с/с: Байсеитский, Гигантский, Кара-Жотинский, Кара-Турукский, Курамский, Малыбайский, Масакский, Тескенсуйский и Чиликский.
В 1957 году образован Октябрьский поссовет.
2 января 1963 года к Чиликскому району были присоединены Евгене-Маловодненский и Каракемирский с/с упразднённого Энбекши-Казахского района. В том же году были упразднены Масакский, Малыбайский, Каражотинский, Курамский, Тескенсуский и Каракемирский с/с. Гигантский с/с был переименован в Ассинский.
В 1966 году в восстановленный Энбекши-Казахский район был передан Евгене-Маловодненский с/с.
В 1967 году были образованы Масакский и Тескенсунский с/с.
В 1972 году были образованы Каражотинский и Корамский с/с.
В 1983 году были образованы Казахстанский, Малыбайский и Нуринский с/с.
В 1997 году был упразднён Малыбайский с/с.
23 мая 1997 года Чиликский район был упразднён, а его территория передана в Енбекшиказахский район.

## Население
Чиликский район по переписи 1939 г.
| Национальность / район (населенный пункт)                                              | Численность | Численность   | Численность |
| Национальность / район (населенный пункт)                                              | весь район  | с. Чилик (рц) | прочие села |
| Всего                                                                                  | 20.105      | 6.440         | 13.665      |
| Казахи                                                                                 | 7.412       | 1.240         | 6.172       |
| Уйгуры                                                                                 | 5.754       | 1.240         | 4.514       |
| Русские                                                                                | 5.571       | 3.382         | 2.189       |
| Украинцы                                                                               | 407         | 233           | 174         |
| Белорусы                                                                               | 104         | 5             | 99          |
| Татары                                                                                 | 167         | 88            | 79          |
| Немцы                                                                                  | 22          | 20            | 2           |
| Корейцы                                                                                | 24          | 23            | 1           |
| Прочие (для областей, где население распределено ТОЛЬКО по НЕСКОЛЬКИМ национальностям) | 644         | 209           | 435         |